# Kamalamai
Kamalamai (früherer Name: Sindhulimadi, Nepali सिन्धुलीमाडी) ist eine Stadt (Munizipalität) und Verwaltungssitz des Distriktes Sindhuli in der Provinz Bagmati in Nepal.
Die Stadt liegt im Tal des Guang Khola. Die Ebene war 1767 Schauplatz einer Schlacht zwischen dem Königreich Gorkha (frühere Bezeichnung für Nepal) unter Prithvi Narayan Shah und den Briten unter Captain Kinloch. Die Briten waren von Indien aus gegen Nepal vormarschiert und stießen bei Sindhuli auf heftigen Widerstand der den Ruf der Gurkhas begründete. Ruinen einer Festung befinden sich noch auf einem Bergrücken in 1450 m Höhe, knapp 10 km nordöstlich von Kamalamai (⊙).
Kamalamai liegt an einer neuen Straße, der B. P. Koirala Rajmarg, die das Kathmandutal mit dem südöstlichen Terai verbindet.
Das Stadtgebiet umfasst 207,95 km².

## Einwohner
Bei der Volkszählung 2011 hatte Kamalamai 39.413 Einwohner (davon 18.788 männlich) in 9304 Haushalten.